# Kourouma (Burkina Faso)
Kourouma è un dipartimento del Burkina Faso classificato come comune, situato nella provincia di Kénédougou, facente parte della Regione degli Alti Bacini.
Il dipartimento si compone del capoluogo e di altri 15 villaggi: Djigouera, Doumbourla, Fara, Faranga, Foulasso, Gnignana, Guiguiema, Kabala, Katafona, Kokoro, Sabou, Sadina, Sougouma, Tchogo e Zamakologo.